# Boa Sorte
Boa Sorte (amtlich Distrito de Boa Sorte; deutsch Gutglück)  ist der fünfte Bezirk der brasilianischen Munizipalstadt  Cantagalo im Bundesstaat Rio de Janeiro.

## Geschichte
Der Bezirk erhielt seinen Namen von der ehemaligen Fazenda Boa Sorte, auf deren Ländereien er entstand.
Aus den Haltestellen, an denen die Truppen zwischen dem Palacete de Gavião (Residenz des Grafen von Nova Friburgo) und der Fazenda Laranjeiras ihre Tiere wechselten, wuchs ein Dorf (vila) – der Vorläufer des heutigen Bezirkssitzes. In der bergigen Gegend fand Goldgewinnung statt. Das Gebiet wurde durch bundesstaatliches Gesetz Nr. 1887 vom 22. November 1924 als Ausgliederung aus dem ehemaligen Distrikt Santa Rita do Rio Negro, heute Euclidelândia, geschaffen. Boa Sorte ist der flächenmäßig größte Bezirk und beheimatet einige historische Fazendas aus der Zeit des Kaffeeanbaus.

## Geographie
Der gleichnamige kleine Ort erstreckt sich in einem Tal, umgeben von vier Bergrücken. Das Zentrum Boa Sortes liegt rund 23 km nordöstlich des Gemeindesitzes Cantagalo (1. Bezirk) und ist über die Landesstraßen  RJ-160 und RJ-152 erreichbar. Südlich von Boa Sorte liegt 9 km entfernt Euclidelândia (3. Bezirk), westlich 37,5 km Santa Rita da Floresta (2. Bezirk) und nordwestlich, erreichbar über die RJ-170, 27 km entfernt São Sebastião do Paraíba (4. Bezirk).
Boa Sorte hat feuchtes subtropisches Klima. Das Gebiet liegt in der Vegetationslandschaft der Mata Atlântica.

## Sonstiges
In Boa Sorte befinden sich ein  Fußballverein, der in der Gemeindeliga spielt,  eine Gemeindeschule (Escola Municipal Antônio Raposo) und ein Bahnhof von historischem Interesse. Die Bahnstation lag auf der Strecke der Linha de Cantagalo, stillgelegt 1967 und ehemals betrieben von der Estrada de Ferro Leopoldina.